# Purépechas
Cet article concerne le peuple amérindien contemporain. Pour leur langue, voir Purépecha. Pour l'État précolombien, voir Royaume tarasque. Pour la bête imaginaire, voir Tarasque.

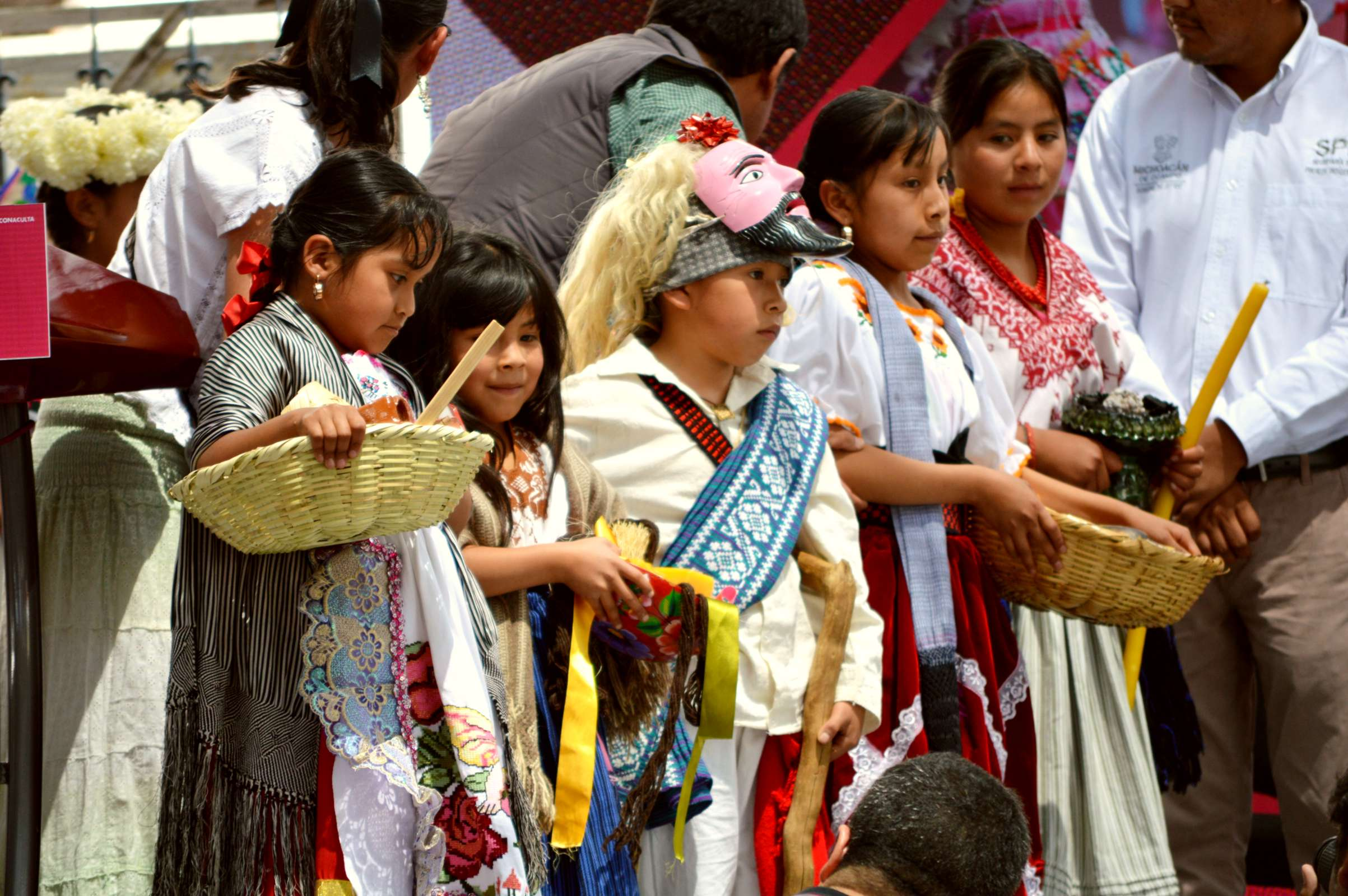
Jeunes Purépechas à un festival de musique et de danse traditionnelles, à Uruapan, la plus grande ville de la région purépecha.

Les Purépechas (également appelés Tarasques) sont un peuple amérindien originaire du Michoacán. À l'époque précolombienne postclassique, ils avaient fondé depuis leur capitale Tzintzuntzan le plus vaste et plus puissant empire de Mésoamérique, derrière l'empire aztèque. Après la conquête espagnole, environ 70% des habitants sont restés dans leur zone d'origine, mais certains groupes ont migré, principalement vers les États mexicains limitrophes et la capitale mexicaine, ainsi qu'aux États-Unis.

## Terminologie: différents ethnonymes

### Purépechas
Les Purépechas actuels se désignent eux-mêmes, en langue purépecha, sous le nom de « P'urhépecha », qui est retranscrit en espagnol et en français avec l'orthographe Purépechas.
Selon Eduardo Ruíz, ce nom était utilisé longtemps avant la conquête espagnole par les Tarasques eux-mêmes pour désigner l'ensemble des habitants des quatre provinces du royaume de Michoacán, et peut se traduire par « ceux qui rendent visite » ou « les alliés ».
Pour d'autres, il n'apparaît au contraire que dans la seconde moitié du XVIe siècle , et résulte d'une incompréhension culturelle entre les Espagnols et les Tarasques : les premiers cherchèrent à savoir sous quel ethnonyme s'identifiaient les seconds, alors que, comme les autres Mésoaméricains, ils ne se désignaient qu'en tant que membre d'une cité et non d'une nation (Duverger, 2003). L'une des raisons invoquées vient de ce que chaque culture préhispanique se caractérisait par une grande diversité linguistique : les Tarasques parlaient non seulement le purépecha, mais aussi le nahuatl (parlé dans toute la Méso-Amérique), l'otomi, le mazahua et le matlatzinca[réf. nécessaire]. Plusieurs de ces groupes pouvaient vivre dans une même cité mais dans des quartiers séparés. Pour compliquer le tout, les traits culturels de la civilisation tarasque étaient nahuas[réf. nécessaire] mais la langue du pouvoir était le tarasque (la structure étatique était d'esprit nahua).
Selon la Comisión Nacional para el Desarrollo de los Pueblos Indígenas, un consensus général s'est dégagé au début du XXIe siècle pour considérer que le terme actuellement en usage (aussi bien pour les Purépechas contemporains eux-mêmes que dans les publications spécialisées récentes en espagnol) est « P'urhépecha » (en français, Purépechas) et non « Tarascos » (en français, Tarasques), qui désormais ne sert essentiellement qu'à désigner leur culture d'origine et leurs ancêtres avant l'indépendance du Mexique.

### Tarasques
L'ethnonyme «Tarasque» apparait à la fin de la première moitié du XVIe siècle. Ce sont les Espagnols qui donnèrent ce nom aux Indiens du Michoacán. Les sources ethno-historiques de l'époque coloniale divergent quant à son étymologie : 
1. Selon Bernardino de Sahagún, le terme dériverait du nom de leur divinité tutélaire Taras (aussi appelé Thares Upeme, Tarex Upeme ou Turesupeme[6]), avatar local de Mixcóatl[7].
2. Pour la Relation de Michoacán[8], le dictionnaire Espagnol / Tarasque de F. Maturino Gilberti ou la Relation de la Cité de Pátzcuaro (1581) de B. J. Martínez... l'ethnonyme tarascue désignerait en purépecha soit le gendre, soit la belle-fille, soit les beaux-enfants des deux sexes, soit le beau-père, soit les beaux-parents.

### Michoaques
Les Aztèques appelaient le pays tarasque Michoacán que l'on peut traduire par : « le lieu des poissons » ou « le pays des pêcheurs ». Ce nom nahua est composé d'un radical - Mich - (de Michin : "le poisson") + un suffixe possessif -oa- : « qui à, qui possède...» + un suffixe locatif -can-. Les Nahuas appelaient donc les habitants de ce territoire les Michoaques (« ceux qui ont du poisson »).

## Géographie

Les 22 communes de la région purépecha (en jaune).

La population purépecha est principalement répartie sur 22 communes des 113 de l'État de Michoacán : Coeneo, Charapan, Cherán, Chilchota, Erongarícuaro, Los Reyes, Nahuatzen, Nuevo Parangaricutiro, Paracho, Pátzcuaro, Peribán, Quiroga, Tancítaro, Tangamandapio, Tangancícuaro, Tingambato, Tingüindín, Tocumbo, Tzintzuntzan, Uruapan, Zacapu et Ziracuaretiro. La plus peuplée est Uruapan avec 315 350 habitants.
Cette « région purépecha », zone d'origine de l'ethnie purépecha, peut être divisée en trois sous-régions que sont les bassins des rios Lerma et Tepalcatepec et la cordillère néovolcanique.

### Géographie physique du pays tarasque

#### Le bassin du rio Lerma
La limite septentrionale du royaume tarasque se caractérise par une succession de vallées que séparent des chaînes montagneuses. L'altitude générale tourne autour de 1500 - 2000 m. L'ensemble est irrigué par le bassin du rio Lerma, fleuve qui prend sa source dans l'État de Mexico et se déverse dans le lac de Chapala (1524 m) après un parcours de 515 km.

#### La cordillère néovolcanique
Immédiatement au sud, on trouve la cordillère néovolcanique qui traverse le centre du Michoacán d'est en ouest. Le volcan Paricutin (2800 m) est un des phénomènes naturels les plus connus de cette entité géographique de 880 km de long. Le relief se présente sous la forme d'une suite interminable de montagnes entre lesquelles s'insèrent de petites vallées et des lacs  entre 1500 et 2600 m d'altitude. De par sa superficie, 111 km², le lac de Pátzcuaro (2035 m) est le plus vaste. Il se rattache au système hydrographique du rio Lerma.

#### La dépression du rio Tepalcatepec
Une dépression inférieure à 1000 m borde la façade méridionale de l'Axe Néo-Volcanique. Cette limite méridionale du pays tarasque est constituée de petite collines qui délimitent en partie une plaine où coule le rio Tepalcatepec, principal affluent du rio Balsas. 

#### Le climat
Un climat tempéré caractérise les hautes terres du pays tarasque: les hivers sont froids et secs, les étés chauds et humides. Les variations thermiques annuelles se situent entre 0° et 22°. La végétation est dominée par les pins, les chênes et les agaves.
Une atmosphère tropicale règne sur le bassin du rio Tepalcatepec: Les températures annuelles qui ne descendent pas en dessous de 20° permettent la culture du coton, du cacao, du melon, de la mangue, de la vanille, de l'ananas, de la papaye ...
La région est sujette à la déforestation, notamment en raison de la forte augmentation de surfaces de culture de l'avocat.

## Langue
La langue tarasque n'appartient à aucune des familles de langue américaines connues. Elle est considérée comme un isolat.
Certains chercheurs ont tenté de trouver des liens avec d'autres langues, notamment en faisant appel à la lexico-statistique, c'est-à-dire en comparant le pourcentage de racines communes entre le vocabulaire purépecha et celui de plusieurs autres langues, mais leurs conclusions sont divergentes et ne sont pas considérées comme concluantes par la majorité des spécialistes. M. Swadesh a découvert des points communs entre le tarasque et l'aymara (parlé sur les rives du lac Titicaca), le quechua (parlé dans toutes les Andes centrales) et le zuñi (parlé dans le sud-ouest des États-Unis). Selon les conclusions de J. H. Greenberg, la langue tarasque appartiendrait au contraire au sous-groupe Chibcha de la famille de langues Chibcha-Paeza.

## Histoire

### Histoire préhispanique
La préhistoire du Michoacan est relativement mal connue. Des indices laissent à penser que des populations ethniquement tarasques et parlant tarasque auraient occupé la région dès 1500 av. J.-C.. 
Une source ethnohistorique, la Relación de Michoacán, écrite peu après la conquête espagnole, relate le récit traditionnel de la formation du royaume tarasque à l'époque postclassique : un groupe de Chichimèques venant du nord, s'appelant les Uacúsecha ("les aigles"), se serait installé dans la région du lac de Zacapu vers 1200, puis autour du lac de Pátzcuaro, dominant les populations locales depuis sa capitale Tzintzuntzan, et constituant progressivement un vaste et puissant État centralisé, principal rival de l'Empire aztèque.
Lorsque le conquistador Cristóbal de Olid mena ses troupes en territoire tarasque en 1522 après la fin du siège de Tenochtitlan, le cazonci (en) Tangaxoan II (en), impressionné par la rapide conquête de l'Empire aztèque par les Espagnols et leurs alliés, accepta de se soumettre à la couronne espagnole sans opposer de résistance. Cela n'empêcha pas Nuño Beltrán de Guzmán de le faire exécuter en 1530 pour mettre un terme définitif au pouvoir indigène.

### Époque coloniale
Après la mort du dernier Cazonci, le territoire tarasque fut intégré à la Nouvelle-Espagne. Le diocèse de Michoacán fut créé en 1536. L'économie de la région fut réorganisée en fonction des nouveaux besoins des Espagnols. De nombreux Tarasques furent envoyés vers le nord pour y travailler dans les mines d'argent du Querétaro, du Guanajuato et du Zacatecas. L'élite tarasque parvint d'abord à conserver quelque pouvoir en collaborant avec les Espagnols. La capitale fut déplacée de Tzintzuntzan vers Patzcuaro en 1540 et ensuite vers l'actuelle Morelia en 1580.
Au XVIIe siècle, il ne restait plus de la population tarasque que des communautés rurales dans le centre et le nord du Michoacan.

### Époque contemporaine
Au XIXe siècle, après la Guerre d'indépendance du Mexique, les communautés de langue et de culture purépecha ne constituaient plus que 20 % de la population[réf. nécessaire]. Les meilleures terres étaient occupées par de grandes haciendas. Sous le gouvernement de Porfirio Diaz, le développement de l'exploitation forestière ouvrit la région au monde extérieur, entraînant la création de voies de chemin de fer et l'établissement de mestizos et diminuant encore la proportion de Tarasques dans la population du Michoacan.
Au XXe siècle, la révolution mexicaine toucha durement la région, entraînant une émigration purépecha vers les États-Unis. Au cours de la Guerre des Cristeros (1927), de nombreux paysans purépechas soutinrent la rébellion et le mouvement d'émigration s'accéléra.
Au début du XXIe siècle, des villages demandent le droit à l'autogestion sans représentants politiques, et certains comme Arantepacua l'obtiennent.

## Démographie
En 2015, le nombre de locuteurs de purépecha de 3 ans et plus était estimé à 141 177 personnes ; lors du dernier recensement, en 2010, l'INEGI en avait comptabilisé 124 494 de plus de 5 ans.

## Économie

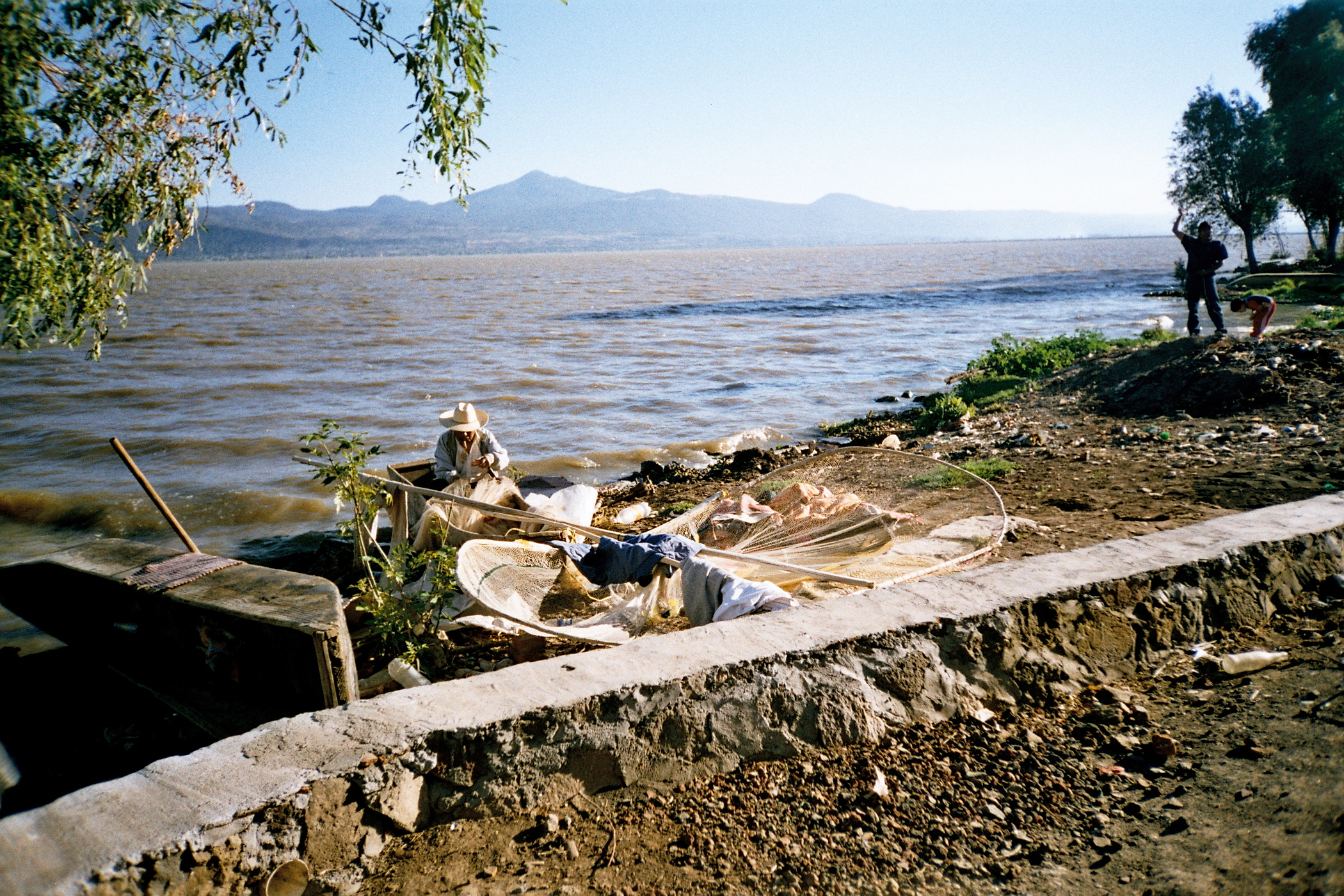
Pêcheur p'urhépecha au bord du lac Pátzcuaro (2005).

La pauvreté est une caractéristique générale et constante de la population purépecha, notamment en raison de la dégradation environnementale et de l'action croissante des cartels de drogue, liés à l'essor de l'industrie de l'avocat dans la zone purépecha (voir l'article sur Uruapan). L'indice de développement humain de la région indigène purépecha était de 0,7665 en 2006, soit 0,0479 de moins que celui de l'ensemble du pays, mais était le cinquième meilleur par rapport aux autres régions indigènes du Mexique, et supérieur à la moyenne et la médiane mondiale, au niveau des pays à haut développement humain (mais inférieur au niveau des pays à très haut développement humain).
Près des trois quarts de la population purépecha active est masculine. Selon le recensement de 2010, dans le Michoacan, sur 55 033 hommes purépechas, 41 358 étaient actifs et 13 137 inactifs ; en comparaison, sur un total de 63 041 femmes purépechas, seulement 15 702 étaient actives et 46 939 inactives.
Les purépechas actifs travaillent principalement dans le secteur primaire de la production agricole (ouvriers journaliers de plantations d'avocat (Uruapan est la capitale mondiale de production d'avocat), de café, de récolte de résine), de la pêche et de l'exploitation forestière ; cette activité est peu organisée, dispose de faibles ressources et d'un marché restreint. La production artisanale est la principale activité économique purépecha du secteur secondaire ; elle se caractérise par l'archaïsme de la technologie des ateliers artisanaux, par manque de ressources financières. Un autre secteur important de l'activité économique purépecha est celui, tertiaire, des services, le plus souvent temporaires (vente de produits manufacturés sur les marchés informels ou dans des locaux commerciaux déclarés).

## Culture contemporaine

### Chant
Un chant traditionnel tarasque, la pirekua, a été classé au patrimoine culturel immatériel de l'humanité de l'UNESCO le 16 novembre 2010.

### Drapeau

Le drapeau purépecha.

Le drapeau porte les couleurs violet, bleu, jaune et vert :
- le violet représente le maïs violet et la région du Zacapu (Tsakápundurhu).

- le bleu représente l'eau de'lac, la région de Patzcuaro (Japundarhu).

- le jaune représente l'énergie, la région du vallon des 11 villes (Eraxamanirhu).

- le vert représente la forêt, la région de la chaîne des montagnes (Juátarhu).

#### Monographies spécialisées sur les Tarasques
- Philippe Schaffhauser, Les Purépechas au Mexique : une sociologie de l'identité, Paris/Montréal (Montréal), L'Harmattan, 2000, 319 p. (ISBN 2-7384-9352-1, lire en ligne).
- (en) H. P Pollard, Tariacuri's legacy : The prehispanic tarascan state, University Of Oklahoma Press, Norman, 1993.
- (es) S. Pulido Mendez, Los Tarascos y los Tarascos-Uacusecha : Diferencias sociales y arqueológicas en un grupo, Mexico, Instituto Nacional de Antropología e historia, 2006.
- (es) Jarco Amézcua Luna et Gerardo Sánchez Díaz, « P´urhépecha », dans Pueblos Indígenas de México en el Siglo XXI, vol. 3, Comisión Nacional para el Desarrollo de los Pueblos Indígenas, 2015 (lire en ligne).
- (es) Comisión Nacional para el Desarrollo de los Pueblos Indígenas, Informe sobre Desarrollo Humano de los Pueblos Indígenas de México, novembre 2006 (lire en ligne).

#### Ouvrages sur la Mésoamérique traitant des Tarasques
- I. Bernal et M. Simoni-Abbat, Le Mexique: Des origines aux Aztèques, Gallimard, Paris, 1986.
- E. Taladoire et B. Faugère-Kalfon, Archéologie et art précolombiens: La Méso-Amérique, École du Louvre, Réunion des Musées Nationaux, La Documentation Française, Paris, 1995.
- Ch. Duverger, La Méso-Amérique : L'art préhispanique du Mexique et de l'Amérique Centrale, Paris, Flammarion, 1999.

#### Articles
- "Tarascos" (recueil d'articles), in Arqueología mexicana n° 19, vol. IV, 1996.
- M.-C. Arnauld, M.-F. Fauvet-Berthelot et D. Michelet, "Les Tarasques du Michoacan", in Les Dossiers d'archéologie, n° 145, 1990.
- (es) Patricia Ávila García, « La cultura del agua en los pueblos indígenas de la Meseta Purépecha », dans Agua y diversidad cultural en México, UNESCO, 2008, 39-44 p. (lire en ligne).
- (es) R. M. Baracs, Convivencia y utopia : El Gobierno indio y español de la "ciudad de Mechuacan" 1521 - 1580, Mexico, Instituto Nacional de Antropología e Historia, 2005
- (es) P. Carot, Arqueologia de Michoacan, Nuevas aportaciones a la historia Purepecha, in: Introducion a la Arqueologia del Occidente de Mexico, Instituto Nacional de antropologia e Historia, 2004.
- (es) M. Castro-Leal, Tzintzuntzan : Capital de los Tarascos, Morelia, Gobierno del estado de Michoacan, 1986
- B. Faugère-kalfon & V. Darras, Chupicuaro: Au-delà de la sphère du funéraire, in: Archéologies : 20 ans de recherches françaises dans le monde, Maisonneuve & Larose - ADPF, Paris, 2005.
- (es) D. Flores, Ofrendas funerarias de Chupicuaro, Guanajuato, Catálogo de las colecciones arqueológicas del Museo Nacional de Antropología, Mexico, Instituto Nacional de Antropología e historia, 1992
- (en) J. H. Greenberg, Language of Americas, Stanford University Press, Stanford, 1987.
- (en) D. Hosler, The sounds of colors of power: The sacred metallurgical technology of ancient Mexico, The MIT Press, Cambridge, Londres, 1994.
- (es) A. Lopez-Austin et L. Lopez-Lujan, Los Mexicas y el Chac-Mool, in : Arqueología mexicana, vol. 09, N°49, Mexico, 2001.
- G. Migeon, "Les grandes cités tarasques", in Archéologia, n° 393, 2002.
- G. Migeon, "Les grandes cités tarasques du Malpais", in Archéologia, n° 394, 2002.
- (es) A. O. Morales, Tzintzuntzan, Michoacan, in: Arqueología mexicana, vol. 13, n°73, Mexico, 2005.
- (es) A. Oliveros, El Opeño : un sitio formativo en el Occidente de Mexico in : Introducción a la arqueología del Occidente de México, Universidad de Colima, Instituto nacional de Antropogia e Historia, Mexico, 2004.
- G. Olivier, Moqueries et métamorphoses d'un dieu aztèque: Tezcatlipoca, le "seigneur au miroir fumant", Institut d'Ethnologie, Paris, 1997.
- (en) H. P. Pollard, An analysis of urban zoning and planning at prehispanic Tzintzuntzan, in: Proceedings of the American Philosophical Society: Held at Philadelphia for promoting useful knowledge, vol. 121, n°01, Philadelphie, 1977.
- (en) M. Swadesh, Lexicostatistic classification, in : Handbook of Middle American Indians 5 : Linguistics, University of Texas Press, Austin, 1967.
- (es) E. Taladoire, Las canchas de juego de pelota de Michoacan (CEMCA: Proyecto Michoacan), in: Trace, n°16, Paris, 1989.

#### Sources ethno-historiques de l'époque coloniale
- J. M. G. Le Clézio, Relation de Michoacán, Paris, Gallimard, 1984
- (es) R. Acuña, Relaciones geograficas del siglo XVI : Michoacan, Universidad Nacional Autónoma de México, Mexico, 1987.
- (es) F. M. Gilberti, Vocabulario en lengua de Mechuacan, Morelia, Fimax Publicistas Editores, 1989.
- (es) F. Miranda, La Relation de Michoacan, Fimax Publicistas editores, Morelia, Mexico, 1980.
- (es) F. B. de Sahagun, Historia general de las cosas de la Nueva-España, vol. 01 & 02, Editorial Nueva-España S. A., Mexico, 1946.
- (es) J. Tudela, Relacion de las ceremonias y ritos y poblacion y gobierno de los Indios de la provincia de Michoacan (1541) : reproduccion y facsimil del Ms C. IV.5 de El Escorial, Balsal Editores S.A., Mexico, 1977.